# Beaver, Ohio
Beaver là một làng thuộc quận Pike, tiểu bang Ohio, Hoa Kỳ. Năm 2010, dân số của làng này là 449 người.

## Dân số
- Dân số năm 2000: 464 người.
- Dân số năm 2010: 449 người.